# Guerdjoum
Guerdjoum (în arabă غرجوم) este o comună din provincia Mascara, Algeria.
Populația comunei este de 2.549 de locuitori (2008).